# Marracash
Pour les articles homonymes, voir Rizzo.
Marracash, de son vrai nom Fabio Bartolo Rizzo, né le 22 mai 1979 à Nicosia, dans la province d'Enna en Sicile, est un rappeur italien. Il était membre du groupe Dogo Gang, et réside à Milan. Il est considéré par la presse spécialisée et le public comme l'un des plus importants rappeurs italiens. Il remporte plusieurs prix et récompenses notamment de la Federazione Industria Musicale Italiana (FIMI) pour avoir vendu 180 000 exemplaires1.
Il commence officiellement sa carrière musicale en 2005 avec la mixtape auto-produite Roccia Music Vol. 1, avec la participation de son groupe Dogo Gang et d'autres artistes de la scène hip-hop italienne. La mixtape se popularise significativement dans la scène underground et attire l'intérêt de la major Universal Music Group, qui signe l'artiste en 2008, et distribue son album homonyme Marracash.
En 2013, il fonde aux côtés du producteur Shablo le label indépendant Roccia Music. Le label se compose de Deleterio, Luchè, Achille Lauro, Corrado, Marz, Pherro, Ackeejuice Rockers, Zef, Sfera Ebbasta et Charlie Charles. Genesi est le premier album à faire participer tous les membres du label.

## Biographie

### Enfance
Fabio Rizzo Bartolo est né à Nicosia d'un père chauffeur routier. Il a un petit frère. Sa famille emménage ensuite à Milan dans une maison à Bramante ; à dix ans, il est expulsé de chez lui avec sa famille, qui emménage dans la banlieue de Barona, où il grandit et vit toujours.
Après avoir obtenu son diplôme en technicien électronicien, Rizzo enregistre ses premiers vers sous le pseudonyme Yuza delle Nuvole, apparaissant dans la démo de 1999 The Royal Rumble de Prodigio, aux côtés d'Il Guercio, Fame, Aken et Corvo D'Argento. Il adopte définitivement le nom de scène Marracash lorsqu'il est enfant ; les autres enfants le surnommaient « Marocchino » (mot italien pour «marocain», en plaisantant en raison de ses origines siciliennes). Dans une entrevue télévisée avec All Music le 7 juillet 2008, il affirme avoir régulièrement écouté Metallica et 883 lorsqu'il était petit.

### Roccia Music Vol. 1et Dogo Gang (2004–2007)
Marracash commence sa carrière en 2004 avec la publication de la mixtape PMC VS Club Dogo - The Official Mixtape, produite en collaboration avec Club Dogo et le Porzione Massiccia Crew, respectivement de Milan et Bologne. La même année, le collectif Dogo Gang est formé, pour lequel Marracash milite régulièrement et progressivement, marquant une nouvelle étape avec la participation de Regular, l'album de Don Joe et Gran Agent, et de Hashishinz Sound Vol. 1 de Gué Pequeno et Deleterio.
En 2005, il signe au label Area Di Contagio et publie Popolare, un single produit par Don Joe en téléchargement gratuit. Le single est publié avant la mixtape Roccia Music Vol. 1, qui fait participer le Dogo Gang (Club Dogo, Vincenzo da Via Anfossi, Deleterio et Ted Bundy) et des artistes comme Inoki, Co'Sang, Fuossera, Rischio, Shablo, Misa et Royal Mehdi. L'album contient le remix de Popolare de Bassi Maestro.
En 2007, Marracash accompagne le Club Dogo sur scène. La même année, il participe sur l'album Struggle Music (DJ Shocca et Frank Siciliano) à la chanson Con i soldi in testa.

### MarracashetFino a qui tutto bene(2008–2010)
Le 13 janvier 2008 assiste à la publication du premier album solo de l'artiste chez la major Universal, Marracash. L'album fait participer Don Joe et Deleterio, beatmaker à Dogo Gang, Gué Pequeno et J-Ax sur Fattore Wow!, Vincenzo da Via Anfossi et Jake La Furia sur la chanson Quello Che Deve Arrivare (Arriva Arriva) et Co'Sang sur Triste ma vero. L'album contient deux singles incluant Badabum Cha Cha (un tube estival) et Estate in città. Le 24 octobre sort le single Non confondermi, qui précède la réédition de l'album Marracash, contenant des chansons inédites comme La mia prigione et La via di Carlito. Le dernier single de l'album s'intitule Tutto questo. En 2008, Marracash réalise une chanson thème pour l'émission locale de Radio Deejay Pinocchio.
En 2009, Il participe avec 55 autres chanteurs italiens à la réalisation de Domani 21/04.2009, une chanson dont les bénéfices sont reversés aux victimes du séisme à L'Aquila. Vers la fin de l'année, la chanson Cani pazzi est publié avant le deuxième album de Marracash Fino a qui tutto bene. Le 8 mai 2010, il est présenté aux TRL Awards 2010 avec le single Stupido. Fino a qui tutto bene est publié le 13 juillet 2010, et fait participer Giusy Ferreri (Rivincita) et Fabri Fibra (Qualcuno normale). Deleterio, Don Joe, Crookers, The Bloody Beetroots et The Buildzer s'occupent de la production.
En 2010, Marracash réalise la chanson-thème du programme GAP sur la chaîne télévisée Rai 3. Il participe le 26 septembre 2010 avec Fabri Fibra, au festival musical Woodstock 5 Stelle organisé à Cesena.

### King del rap(2011–2014)
Le 27 septembre 2011, Marracash annonce sur sa page Facebook son troisième album, intitulé King del rap, publié le 31 octobre au label Universal Music Group. Précédé par son single homonyme, publié le 7 septembre, l'album fait participer Fabri Fibra, Jake la Furia, Gué Pequeno de Club Dogo, J-Ax et Co'Sang.

### Status(depuis 2015)
Le 18 janvier 2013, pendant l'émission The Flow, Marracash annonce la venue d'un quatrième album studio, prévu pour 2013. Le 21 janvier 2013, le rappeur annonce sur Twitter un single estival, La tipa del tipo pour le 28 janvier. Le 21 novembre 2013, le rappeur publie une bande-annonce sur YouTube dans laquelle il annonce son quatrième album, intitulé Status. Le 6 mai, le rappeur publie son premier single issu de l'album, le titre homonyme Status puis annonce le report de l'album au 20 janvier 2015. L'album débute deuxième des classements musicaux italiens, grâce à Parole in circolo de  Marco Mengoni.
Suivent deux autres singles : In radio et Nella macchina, sa dernière collaboration avec Neffa. In radio est joué par le rappeur à sa participation à la troisième édition du troisième Coca-Cola Summer Festival. Le 21 décembre, Marracash annonce la réédition de Status, intitulée Vendetta Edition contenant des chansons inédites, un remix, et un DVD. La réédition, publiée le 22 janvier 2016,  est précédée par les singles inédits Catatonica et Niente canzoni d'amore, respectivement publiés le 22 décembre 2015 et le 15 janvier 2016,.

## Discographie

### Albums studio
- 2008 : Marracash
- 2010 : Fino a qui tutto bene
- 2011 : King del rap
- 2015 : Status
- 2019 : Persona
- 2021 : NOI, LORO, GLI ALTRI
- 2024 : È FINITA LA PACE

### Albums collaboratifs
- 2004 : PMC VS Club Dogo The Official Mixtape (avec Dogo Gang)
- 2008 : Benvenuti nella giungla (avec Dogo Gang)
- 2016 : Santeria (avec Gué Pequeno)

### Mixtape
- 2005 : Roccia Music Vol. 1
- 2011 : Roccia Music II

### Singles
- 2008 : Badabum Cha Cha
- 2008 : Estate in città
- 2008 : Non confondermi
- 2009 : Tutto questo
- 2009 : Come la (The Bloody Beetroots feat. Marracash)
- 2010 : Stupido
- 2010 : Rivincita (feat. Giusy Ferreri)
- 2011 : King del rap
- 2011 : Didinò
- 2012 : Sabbie mobili
- 2012 : Noi siamo il club (Club Dogo feat. Marracash)
- 2012 : Giusto un giro (feat. Emis Killa)
- 2012 : Se il mondo fosse (avec Emis Killa, Club Dogo e J-Ax)
- 2013 : La tipa del tipo (avec Tayone)
- 2013 : Come ieri (Giuliano Palma feat. Marracash)
- 2014 : Status
- 2015 : In Radio
- 2015 : Nella macchina (avec Neffa)
- 2015 : Vita da star RMX/Playboy (avec Fabri Fibra)
- 2015 : Senza un posto nel mondo (avec Tiziano Ferro)
- 2015 : Catatonica
- 2016 : Niente canzoni d'amore (avec Federica Abbate)
- 2016 : Nulla accade (avec Gué Pequeno)
- 2018 : Akuma the Best
- 2019 : F.A.K.E. (Avec. Don Joe, Jake La Furia)
- 2019 : Margarita (Avec. Elodie)

### Apparitions
- 2005 : Don Joe et Gran Agent feat. Ask, Vincenzo da Via Anfossi et Marracash - Hustlebound ; prod. Don Joe (sur l'album Regular)
- 2005 : Gué Pequeno et Deleterio feat. Vincenzo da Via Anfossi et Marracash - Che nessuno si muova ; prod. Deleterio (sur Hashishinz Sound Vol. 1)
- 2006 : Rischio feat. Vincenzo da Via Anfossi, ake La Furia et Marracash - Il giustiziere della notte (sur l'album Reloaded - Lo spettacolo è finito pt.II)
- 2006 : Thug Team feat. Marracash et Vincenzo da Via Anfossi - Grossi calibri (sur l'album Strategie)
- 2006 : Club Dogo feat. Marracash - D.O.G.O. ; produit par Don Joe (sur album Penna capitale)
- 2007 : J Ax feat. Marracash, Space One, Club Dogo et Chief (sur l'album S.N.O.B. Reloaded)
- 2007 : Noyz Narcos feat. Marracash - Mentalità da Clan ; prod. Syne (sur l'album Verano zombie)
- 2007 : Unlimited Struggle feat. Marracash - Con i soldi in testa ; prod. DJ Shocca (sur l'album Struggle Music)
- 2007 : EnMiCasa feat. Club Dogo, Marracash et Vincenzo da Via Anfossi - La gente fa... (sur l'album Senza respiro)
- 2007 : Club Dogo feat Marracash et Vincenzo da Via Anfossi - Puro Bogotà ; prod. Don Joe (sur l'album Vile denaro)
- 2007 : Space One feat. Club Dogo, Marracash et Vincenzo da Via Anfossi - Pallottole nelle lettere (prod. Don Joe - sur l'album Il ritorno)
- 2007 : Ted Bundy feat. Marracash - Molotov Cocktail (prod. Deleterio - sur l'album Molotov Cocktail)
- 2007 : Ted Bundy feat. Marracash et Vincenzo da Via Anfossi - Che ne sai della Gang (prod. U.S.A. - sur l'album Molotov Cocktail)
- 2007 : Montenero feat. Jake La Furia, Gué Pequeno et Marracash - Chi ci ferma (prod. Deleterio - sur l'album Milano spara)
- 2008 : Vincenzo da Via Anfossi feat. Marracash - Popolari (da L'ora d'aria)
- 2009 : The Bloody Beetroots feat. Marracash - Come la cina (da DIM MAK)
- 2011 : Salmo feat. Marracash - Ne cura ne luogo